# Popowice (województwo dolnośląskie)
Popowice – wieś w Polsce położona w województwie dolnośląskim, w powiecie wrocławskim, w gminie Jordanów Śląski.

## Podział administracyjny
W latach 1975–1998 miejscowość położona była w województwie wrocławskim.